# Gmina Võnnu
Gmina Võnnu (est. Võnnu vald) – gmina wiejska w Estonii, w prowincji Tartu.
W skład gminy wchodzą:
- 1 miasto: Võnnu,
- 12 wsi: Agali, Ahunapalu, Hammaste, Imste, Issaku, Kannu, Kurista, Kõnnu, Liispõllu, Lääniste, Rookse, Terikeste.